# رجاح (إب)

تعديل مصدري - تعديل

رجاح هي إحدى قرى عزلة شعب يافع بمديرية إب التابعة لمحافظة إب، بلغ تعداد سكانها 476 نسمة حسب تعداد اليمن لعام 2004.